# Kladno
Kladno je grad u Češkoj Republici. Kladno je najveći grad upravne jedinice Srednjočeški kraj te sjedište zasebnog okruga Kladno u ovom kraju. Grad Kladno je poznat kao "najveće predgrađe" Praga. Kladno danas ima preko 70.000 stanovnika i posljednjih godina broj stanovnika u gradu polako raste.

## Povijest
Područje Kladnog naseljeno je još od doba prapovijesti. Naselje se današnjim nazivom prvi put spominje u pisanim dokumentima iz 14. stoljeća. Grad je 1561. godine dobio gradska prava. Grad je u prošlosti bio veliko središte teške industrije u Bohemiji. 1919. godine Kladno je postao dio novoosnovane Čehoslovačke. U vrijeme komunizma grad je naglo industrijaliziran, pa je došlo do naglog povećanja stanovništva. Poslije osamostaljenja Češke došlo je do opadanja aktivnosti teške industrije, ali je blizina Praga omogućila lako prestrukturiranje privrede.

## Sestrinski gradovi
- Vitry-sur-Seine, Francuska[2]
- Bellevue, Washington, SAD
- Aachen, Njemačka

## Vanjske poveznice
- Službena stranica  Arhivirana inačica izvorne stranice od 26. prosinca 2013. (Wayback Machine)